# Вільчковиці (Освенцимський повіт)
Вільчковиці (пол. Wilczkowice) — село в Польщі, у гміні Бжеще Освенцимського повіту Малопольського воєводства.
Населення — 459 осіб (2011).
У 1975-1998 роках село належало до Катовицького воєводства.

## Демографія
Демографічна структура станом на 31 березня 2011 року:
|          | Загалом | Допрацездатний вік | Працездатний вік | Постпрацездатний вік |
| -------- | ------- | ------------------ | ---------------- | -------------------- |
| Чоловіки | 236     | 55                 | 146              | 35                   |
| Жінки    | 223     | 33                 | 140              | 50                   |
| Разом    | 459     | 88                 | 286              | 85                   |